# Sacha Velly
Pour les articles homonymes, voir Velly.
Sacha Velly, né le 9 février 2005 à Laon, est un nageur français pratiquant la nage libre ainsi que la nage en eau libre.
Licencié à la FC Laon natation, Sacha Velly s'entraine avec Philippe Lucas au sein du pôle d'excellence demi-fond/eau libre basé à Martigues.

## Carrière
Originaire de Laon où il est licencié, il rejoint l'INSEP à quatorze ans.
Sacha Velly est vice-champion de France du 5 kilomètres en 2020 à Jablines. Aux Championnats de France de natation en eau libre 2021 à Gravelines, il remporte le titre sur 5 kilomètres et sur 10 kilomètres. Lors des Championnats d'Europe juniors en eau libre 2021 à Choisy-le-Roi, il remporte le titre sur l'épreuve du 7,5 kilomètres.
Durant les Championnats de France d'hiver de natation 2021 à Montpellier, il remporte à 16 ans seulement ses premiers titres nationaux en grand bassin à Montpellier avec deux médailles d'or :  une première sur le 800 mètres nage libre en 7 min 54 s 92  puis une autre médaille d'or sur le 1 500 mètres nage libre en 15 min 1 s 86 battant ainsi le record des moins de 17 ans sur la distance. Durant ces championnats, il décroche également une troisième médaille, en argent, en étant vice-champion de France du 400 mètres nage libre en 3 min 52 s 37.
Le 13 mai 2022, il remporte sa première course internationale chez les séniors en s’imposant sur le 10 kilomètres de la LEN Open Water Cup à Piombino. Trois semaines plus tard, Sacha ajoute un nouveau titre européen à son palmarès en s’imposant sur l’épreuve de 7,5 km lors des Championnats d’Europe junior d’eau libre à Setúbal.
Il est sélectionné en équipe de France d’eau libre lors des mondiaux de Budapest durant l’été 2022 (10 et 25km).
En 2023, il remporte le classement junior de la coupe du monde d’eau libre et est sélectionné en équipe de France pour les championnats du monde de Fukuoka (5 et 10km).
En 2024, il se classe 2ème de l’étape de coupe d’Europe à Piombino puis décroche le titre de champion d’Europe junior sur 10km à Vienne. Le lendemain, le 14 juillet 2024, il remporte le titre de champion d’Europe U19 avec le relais mixte français.
Sacha manque de peu la qualification pour les JO de Paris (3e français à Madère derrière Logan Fontaine et Marc-Antoine Olivier) mais s’entraîne durant tout l’été pour décrocher brillamment le titre de champion du monde junior du 10km à  Alghero (Sardaigne, Italie) le 5 septembre 2024.
Le 8 septembre, il remporte le titre de champion du monde junior avec le relais mixte (Clémence Coccordano, Valentine Leclercq, Émile Vincent, Sacha Velly), après avoir remporté la médaille de bronze sur le 3km knockout.

## Palmarès

### Championnats d'Europe en eau libre
| Édition         | Épreuve                  | Épreuve | Épreuve | Épreuve | Épreuve |
| Édition         | 5 km par équipes         |         |         |         |         |
| Stari Grad 2025 | Bronze 1 h 3 min 41 s 72 |         |         |         |         |

### Championnats de France en grand bassin
| Édition                  | Épreuve              | Épreuve          | Épreuve               | Épreuve | Épreuve |
| Édition                  | 400 m nage libre     | 800 m nage libre | 1 500 m nage libre    |         |         |
| Montpellier 2021 (hiver) | Argent 3 min 52 s 37 | Or 7 min 54 s 92 | Or 15 min 1 s 86      |         |         |
| Limoges 2022             | —                    | —                | Bronze 15 min 12 s 51 |         |         |

### Championnats de France eau libre
| Édition               | Épreuve               | Épreuve                   | Épreuve | Épreuve | Épreuve |
| Édition               | 5 km                  | 10 km                     |         |         |         |
| Jablines 2020 (hiver) | Argent 52 min 50 s 90 | Bronze 1 h 53 min 38 s 13 |         |         |         |
| Gravelines 2021       | Or 54 min 22 s 39     | Or 1 h 52 min 23 s 33     |         |         |         |